# Volucella bombylans
Espèce
Synonymes
- Musca bombylans Linnaeus, 1758
- Musca plumata De Geer, 1776
- Volucella basalis Say, 1835
- Volucella evecta Walker, 1852
- Volucella facialis Williston, 1882
- Volucella rufomaculata Jones, 1917

Volucella bombylans, la « volucelle bourdon », est une espèce d'insectes diptères brachycères de la famille des Syrphidae.

## Description
Cette volucelle, visible de mai à septembre, est très variable et mime plusieurs espèces de bourdons. Contrairement aux espèces voisines, elle possède une pilosité abondante, à l'exception de la partie dorsale du thorax. Les antennes sont visiblement plumeuses. Elle se reconnait aussi à la nervation particulière des ailes, commune au genre Volucella.
C'est un très bon pollinisateur[réf. souhaitée] qui vit dans divers milieux fleuris (prairies, pelouses sèches, le long des haies, parcs arborés…).